# Prix Naylor
Pour les articles homonymes, voir Naylor.
Le prix Naylor  (en anglais Naylor Prize and Lectureship in Applied Mathematics) est un prix de la London Mathematical Society (LMS) pour les mathématiques appliquées décerné tous les deux ans. Il est nommé ainsi en mémoire de V. D. Naylor. Les lauréats doivent résider en Grande-Bretagne. Le lauréat de l’année précédente délivre une conférence appelée (Naylor Lecture) (« conférence Naylor ») à l'occasion de la réunion annuelle de la LMS. Le prix n’est pas cumulable avec un autre prix décerné par la LMS.

## Lauréats
- 1977: Michael James Lighthill
- 1979: Basil John Mason
- 1981: Hugh Christopher Longuet-Higgins
- 1983: Michael J. D. Powell
- 1985: Ian C. Percival
- 1987: Douglas Samuel Jones (en)
- 1989: James D. Murray
- 1991: Roger Penrose
- 1993: Michael Berry
- 1995: John M. Ball
- 1997: Frank Kelly
- 1999: Stephen Hawking
- 2000: Athanassios S. Fokas (en)
- 2002: Mark H. A. Davis (en)
- 2004: Richard Jozsa
- 2007: Michael Green
- 2009: Philip Maini
- 2011: John Bryce McLeod
- 2013: Lloyd Nicholas Trefethen
- 2015: Steven Jonathan Chapman
- 2017: John King
- 2019: Nicholas Higham
- 2021: Endre Süli

## Autres prix de la London Mathematical Society
- Prix Berwick
- Prix Fröhlich
- Prix Whitehead
- Prix Whitehead senior
- Prix Pólya
- Médaille De Morgan